# Język konkani
Język konkani, konknni, konkni (dewanagari: कोंकणी) – jeden z 23 oficjalnych języków Indii, używany przez co najmniej 7 milionów osób na zachodnim wybrzeżu Indii (w stanie Maharashtra, Goa, Karnataka, również niewielkie enklawy w stanie Kerala).
Nazwa języka pochodzi od słowa „konkan” (wybrzeże). Należy do grupy indoaryjskiej w ramach rodziny indoeuropejskiej, jednak zarówno w fonetyce, jak i słownictwie widoczne są silne wpływy języków drawidyjskich. Ze względu na bliskie pokrewieństwo z marathi, w stanie Maharashtra uważany jest niekiedy za specyficzny dialekt tego języka (por. Majewicz). Do zapisu konkani używa się wielu systemów pisma: dewanagari, kannada, malajalam, również alfabetu łacińskiego (w Goa). Muzułmańscy użytkownicy zapisują go również w alfabecie arabskim. Niegdyś posiadał znaczącą literaturę, jednak teksty i manuskrypty zostały zniszczone przez portugalską inkwizycję.